# Schmilau
Schmilau ist eine Gemeinde im Kreis Herzogtum Lauenburg in Schleswig-Holstein. Farchau liegt im Gemeindegebiet.

## Geschichte
Mit der Schlacht bei Schmilau wurde Schmilau 1093 erstmals urkundlich als Smilov erwähnt. Mit Unterstützung des Billungers Magnus wurde Heinrich Herrscher über die Abodriten. Der Name Smilov ist wendischen Ursprungs. Der Bau der Schmilauer Kirche wurde 1210 begonnen und spätestens 1230 fertiggestellt. Sie verlor im Zuge der Reformation einen Teil ihrer Selbstständigkeit als Kirchspiel zugunsten von St. Georg auf dem Berge und wurde eine Kapellengemeinde.
Auf der Marienhöhe Farchau wurde durch den Ratzeburger Bischof Evermod um 1160 eine Burg angelegt, von der noch Wälle und Grabenreste in der Natur erhalten sind. Die Bischofsburg ging um 1250 kurzzeitig in den Besitz der Herzöge von Sachsen-Lauenburg über, fiel dann aber wieder in den Besitz der Bischöfe von Ratzeburg zurück. Sie wurde Mitte des 14. Jahrhunderts durch Bischof Volrad von dem Dorne abgerissen. Ausgrabungen fanden hier in Zusammenhang mit dem 800-jährigen Jubiläum des Ratzeburger Doms statt. Unterhalb dieses ehemaligen Burgplatzes liegt die Farchauer Mühle. Von 1664 bis 1848 bestand hier eine Papiermühle. Das Wasserkraftwerk Farchau wurde 1925 an der Einmündung des Schaalseekanals in den Küchensee in Betrieb genommen. Im selben Jahr wurde die Lauenburgische Schaalseeschifffahrt feierlich eröffnet.
Vom 1. September 1896 bis 1994 hatte Schmilau einen Bahnhof an der Kaiserbahn, der heute noch für Draisinenfahrten der Erlebnisbahn Ratzeburg genutzt wird.

## Politik

### Gemeindevertretung
Bei der Kommunalwahl am 14. Mai 2023 wurden insgesamt neun Sitze vergeben. Von diesen erhielten die Aktiven Bürger Schmilau fünf Sitze und die Wählergemeinschaft Schmilau vier Sitze.

### Wappen
Blasonierung: „Von Grün und Blau durch einen schräglinken silbernen Wellenbalken geteilt, oben ein goldener Taufstein, unten ein achtspeichiges, sechzehnschaufliges, goldenes Wasserrad.“

## Sehenswürdigkeiten
In der Liste der Kulturdenkmale in Schmilau stehen die in der Denkmalliste des Landes Schleswig-Holstein eingetragenen Kulturdenkmale.
- Schmilauer Kapelle
- Erlebnisbahnhof Schmilau; Draisinenfahrten auf der stillgelegten Kaiserbahn.
- die ehemalige Kornwassermühle aus dem 16. Jahrhundert – seit 1820 Gastronomie – „Farchauer Mühle“, im Ortsteil Farchau am Küchensee